# 科尔默里
科尔默里（法語：Cormery，法語發音：[kɔʁməʁi] ⓘ）是法国安德尔-卢瓦尔省的一个市镇，属于图尔区。

## 地理
科尔默里（47°16'2"N, 0°50'12"E）面积6.07 平方千米，位于法国中央-卢瓦尔河谷大区安德尔-卢瓦尔省，该省份为法国中西部省份，北起萨尔特省、东北接卢瓦-谢尔省，东南接安德尔省，南至维埃纳省，西临曼恩-卢瓦尔省。
与科尔默里接壤的市镇（或旧市镇、城区）包括：库尔赛、埃夫尔、圣布朗、特吕、托克西尼-圣博。

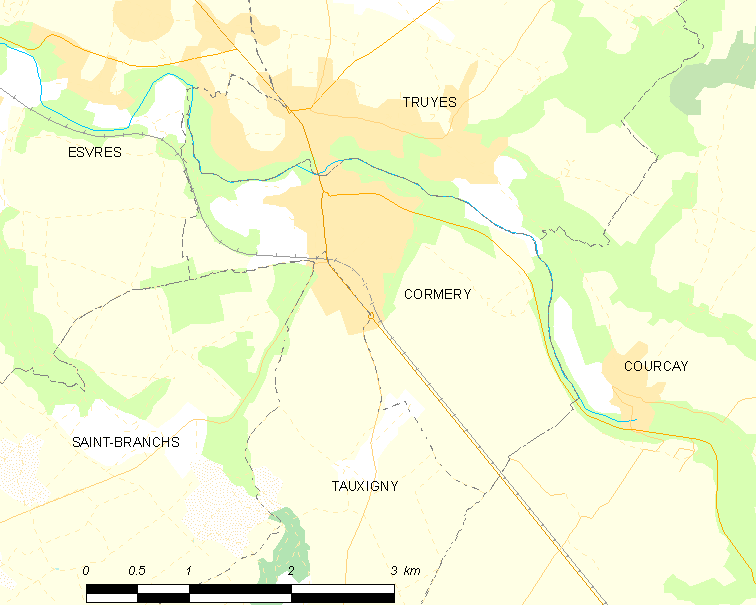
科尔默里的OSM定位图

科尔默里的时区为UTC+01:00、UTC+02:00（夏令时）。

## 行政
科尔默里的邮政编码为37320，INSEE市镇编码为37083。

## 政治
科尔默里所属的省级选区为布莱雷县。

## 人口

1962-2008年间科尔默里人口变化图示

科尔默里于2022年1月1日时的人口数量为1860人。